# Kanał Świętego Jerzego
Kanał Świętego Jerzego (ang. Saint George's Channel, irl. Muir na Breataine, wal. Sianel San Siôr) – cieśnina pomiędzy Irlandią a Walią (Wielka Brytania), łączy Morze Irlandzkie (od północy) z Oceanem Atlantyckim poprzez Morze Celtyckie (od południa). Długa na 154 km i szeroka od 75 do 150 km. Głębokość do 113 m, silne prądy pływowe (2,8-6,5 km/h), wysokość pływów do 5 metrów. Nazwa kanału pochodzi od późnej (XIV wiek) wersji legendy o św. Jerzym, patronie Anglii, który miał jakoby dopłynąć przez morze z Turcji do Anglii.
- Największe zatoki: Caernarvon i Cardigan
- Największe wyspy: Anglesey, Holy Island, Bardsey Island
- Główne porty: Dublin i Wexford (w Irlandii) oraz Holyhead, Cardigan i Fishguard (w Wielkiej Brytanii).